# 에브리씽 머스트 고 (영화)
에브리씽 머스트 고(Everything Must Go)는 2010년 개봉한 미국의 코미디 드라마 영화이다.

## 줄거리
알코올 중독으로 직장에서 해고된 세일즈맨 닉은 집에 돌아와 보니 아내가 짐을 싸서 떠나고 집안의 모든 물건들이 잔디밭에 널브러져 있는 것을 발견한다. 아내는 닉의 알코올 문제와 최근 덴버에서 있었던 일 때문에 그를 떠난다는 편지를 남긴다. 집에서 쫓겨난 닉은 어쩔 수 없이 잔디밭에서 밤을 보내고, 임신한 새 이웃 사만다와 친해진다. 닉은 집을 지켜줄 동네 소년 케니를 고용하고, 신용카드와 은행 계좌가 모두 막히고 회사 차마저 압류당한 사실을 알게 된다. 경찰에게 쫓겨날 위기에 처한 닉은 자신의 후원자이자 형사인 프랭크의 도움으로 3일 동안 마당 세일을 할 수 있는 허가를 받는다.
처음에는 물건을 팔기를 꺼려했지만 닉은 케니와 함께 물건을 팔면서 가까워지고, 이웃 사만다와도 점점 유대감을 쌓는다. 닉은 6개월 동안 금주했지만 덴버 출장 중에 술에 취해 여자 동료와 문제를 일으켰고, 그 일로 해고당했다는 사실을 털어놓는다. 돈과 술이 떨어진 닉은 금단 현상을 겪고, 사만다는 그에게 안정제를 주며 도움을 받으라고 하지만 닉은 그녀의 남편 문제도 지적하며 다툰다. 다음 날, 케니가 닉의 물건에 정성스럽게 가격표를 붙여 놓은 것을 보고 감동한 닉은 케니와 함께 거의 모든 물건을 팔아치운다. 닉은 사만다에게 사과하고, 그녀는 남편에게 돌아오거나 이혼하라고 말했다고 털어놓는다. 셋은 함께 저녁을 먹으러 나가고, 그곳에서 닉은 해고 원인이 된 덴버 사건이 사실이 아닐 수도 있다는 것을 알게 된다.
닉은 후원자인 프랭크를 찾아가 아내 캐서린이 프랭크와 함께 있었다는 사실을 알게 되고, 둘은 싸운다. 프랭크는 닉에게 이혼 서류와 약간의 돈, 집 열쇠를 주며 캐서린이 닉보다 나은 사람을 만날 자격이 있다고 말한다. 집에 돌아온 닉은 술을 사려던 편의점을 지나쳐 집에서 잠을 청한다. 다음 날, 닉은 케니에게 삥땅친 돈까지 포함해 돈을 지불하고, 사만다는 남편이 돌아왔다는 소식을 전하며 그에게 고마움을 표현한다. 사만다는 닉에게 그가 며칠 전에 준 포춘 쿠키의 쪽지를 건네준다. “모든 것을 잃은 것은 아니다.”

## 캐스팅
- 윌 페럴 - Nick Halsey
- 레베카 홀 - Samantha
- 마이클 페냐 - Frank Garcia